# Svaland
Svaland est un village du comté d'Agder en Norvège.
Il se situe à environ 15 km au nord de Kristiansand, près de Birkenes, sur la RN 41, vallée du Torridal, sur l’Otra.